# Lavora straminea
Lavora straminea är en insektsart som beskrevs av Ronald Gordon Fennah 1949. Lavora straminea ingår i släktet Lavora och familjen Tropiduchidae. Inga underarter finns listade i Catalogue of Life.